# AEK–971
Az AEK–971 az oroszországi Kovrovi Gépgyárban 1978-tól fejlesztett gépkarabély, amelynek 7,62 mm-es és 5,45 mm-es változata is ismert. Jellemzője a hátrarúgás csökkentésére alkalmazott ellensúlyos kialakítás.

## Története
A fegyvert Szergej Ivanovics Koksarov tervezte. A fejlesztés során a fő cél egy sorozatlövés során jobban kontrollálható, kisebb szórású fegyver kialakítása volt. Ezt a fegyver visszarúgásának csökkentésével érték el. Szórása az AK-sorozat fegyvereinél 15-20%-kal kisebb. Az AEK–971 azonban alulmaradt Gennagyij Nyikonov AN–94-esével szemben, igaz, azt is csak kis sorozatban gyártják, és csupán a különleges alakulatoknál alkalmazzák. Az AEK–971 csak a csapatpróbákig jutott, de jövőbeni alkalmazása nem kizárt. Az AN–94-nél ugyanis jóval egyszerűbb felépítésű, annál könnyebb, olcsóbb, könnyebben karbantartható fegyver.

## Szerkezeti kialakítása
Az AEK–971 gázműködtetésű fegyver. Működési alapelve a Kalasnyikov-gépkarabélyokkal megegyező, gázdugattyús, forgózáras kialakítású. A fegyver hátrarúgásának csökkentésére a zárszerkezettel ellentétes irányban mozgó ellensúlyt alkalmaznak. Az előre és a hátrafelé mozgó egyenlő tömegek impulzusa kioltja egymást. Az ellensúly fogasléces kialakítású, egy kis fogaskerék kapcsolja össze a zárkerettel, így a két ellentétes tömeg mozgása egymáshoz kötött, a zár hátramozgásakor az ellensúly előre mozog, a zár visszafele mozgásakor pedig hátrafelé. A gázhengert egyik oldalról az ellensúlyon lévő dugattyú, a másik végén a hagyományos gázdugattyú zárja. A gázhengerbe bejutó lőporgázok az ellensúlyt előre, a zárkeretet hátrafelé mozgatják.
A fegyver fémből készült, de az előágy, a markolat és a tusa műanyag borítást kapott. Az előremozgó ellensúly miatt a gázhengere hosszú, egészen a csőtorkolatig ér. A 7,62 mm-es változathoz az AK–47, az 5,54 mm-es változathoz az AK–74 íves szekrénytára használható. Háromféle üzemmóddal rendelkezik: egyeslövés, rövid (3 lövéses) sorozat, valamint a hosszú sorozat. Az üzemmód állítása a fegyver jobb oldalán lévő rövid kialakítása tűzváltó karral lehetséges. Irányzéka hagyományos nyílt irányzék, de optikai irányzék rögzítésére szolgáló sínnel is rendelkezik. A gépkarabélyra szurony és gránátvető rögzíthető. Rögzített, merev tusával, valamint behajtható válltámasszal rendelkező változata is készült. A fegyver tervezett élettartama 10 000 lövés.